# Colonia de Nueva Virginia

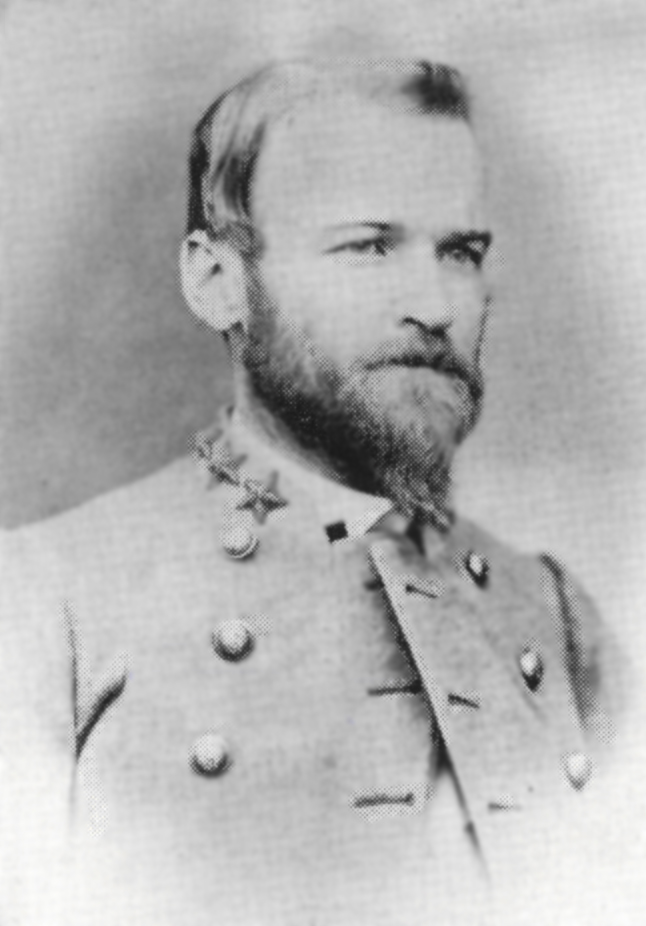
Richard Launcelot Maury, un coronel confederado que se mudó a México después de la Guerra Civil estadounidense; él era el hijo de Matthew Fontaine Maury, quien desarrolló la idea de la colonia de Nueva Virginia.

La Colonia de Nueva Virginia fue un plan de colonización en el centro de México, para reasentar ex-Confederados después de la Guerra Civil Americana. El asentamiento más grande fue Carlota, aproximadamente a mitad de camino entre Ciudad de México y Veracruz, aunque se planearon otros asentamientos cerca de Tampico, Monterrey, Cuernavaca , y Chihuahua.
La empresa fue concebida por el comodoro Matthew Fontaine Maury. Debido a su trabajo para el Servicio Secreto Confederado, Maury no pudo regresar a su hogar en Virginia. Maury, como oceanógrafo de fama internacional y hombre de la marina, era amigo desde hacía mucho tiempo del emperador Maximiliano I de México de México y Maximiliano le había otorgado una medalla antes de la Guerra Civil. Maximilian también había sido jefe de la Marina de Austria y le otorgó a Maury la medalla por su trabajo en oceanografía.
A Maximiliano le gustaba Maury y alentó su idea de invitar a los confederados a reasentarse en México. El Emperador ofreció concesiones de tierras a cualquiera que viniera y se quedara, pero los colonos no podían traer esclavos a México, ya que la esclavitud estaba prohibida por la ley mexicana. También buscaba ansiosamente colonos de Alemania, Austria y Francia, como parte de su estrategia para reconstruir y colonizar México.
Maury explicó una red de asentamientos planificados a Maximilian, a quien le gustó lo que escuchó. Debían estar principalmente en las regiones agrícolas que rodean la Ciudad de México, pero también en las áreas del norte alrededor de Monterrey y Chihuahua. Se designaron "agentes de colonización" estadounidenses en los distritos y Maury comenzó a preparar encuestas para las colonias propuestas. Uno de los colegas de Maury era el explorador y arqueólogo William Marshall Anderson, cuyo hermano, el mayor general estadounidense Robert Anderson, había comandado a los soldados de la Unión en Fort Sumter. Otros dos habían trabajado con Maury cuando él era el superintendente del Observatorio Naval de los Estados Unidos. Su hijo mayor, el coronel Richard Launcelot Maury, también había emigrado a México. Maury tenía planes para que toda su familia eventualmente se mudara allí a una colonia. Virginia estaba destrozada por la guerra: "¿de vuelta a qué? A la pobreza y la miseria...". declaró Maury en una carta de septiembre de 1865.
Generales confederados como Fighting Jo Shelby, Edmund Kirby Smith, John B. Magruder, Sterling Price, Thomas C. Hindman y Alexander W Terrell llegaron a México después de la guerra.
A lo largo del período, el régimen de Maximiliano fue atacado por los líderes republicanos Benito Juárez y Porfirio Díaz. Desde 1865 en adelante, Juárez y Díaz fueron abastecidos encubiertamente desde un depósito del Ejército de los EE. UU. en El Paso, Texas. En 1866, Napoleón III retiró las tropas francesas que habían estado apoyando a Maximiliano.
Cuando los franceses se retiraron de Carlota en marzo de 1867, el área fue invadida por las fuerzas de Juárez y los colonos restantes de Nueva Virginia huyeron del área. Los asentamientos de Nueva Virginia fueron abandonados cuando las fuerzas anti-Maximilian los alcanzaron. Los sobrevivientes generalmente se trasladaron hacia la costa. El gobierno imperial colapsó en mayo de 1867 y la mayoría de los colonos abandonaron México.